# Coupe de France de futsal 2023-2024
Navigation
2022-2023 2024-2025
La Coupe de France de futsal 2023-2024 est la vingt-neuvième édition (30e d'après la FFF) de cette compétition à élimination directe mettant aux prises des clubs de futsal affiliés à la Fédération française de football, qui l'organise conjointement avec les ligues régionales. La compétition se déroule en France entre février et mai 2024 pour sa phase nationale.
Tenant du titre, l'Étoile lavalloise Mayenne FC conserve le trophée face au Kremlin-Bicêtre Futsal en finale.

## Organisation
Dès juillet 2023, la date de la finale est fixée au samedi 18 mai 2024. Les dates des tirages au sort des tours nationaux sont déterminées dès octobre 2023. Le mois suivant, le Bureau exécutif de la Ligue du Football Amateur valide le Grand Palais des Sports de Toulouse pour accueillir la finale de la Coupe Nationale Futsal,.
Le tableau final est tiré au sort dès les quarts de finale, où les clubs connaissent déjà leurs adversaires possibles jusqu'à la finale en cas de qualification.

## Phase finale

### 32esde finale
Les équipes de D1 Futsal entrent en lice lors des 32es de finale. Lors de ce tour, l'ALF Futsal (Régional 1) élimine l’AC Ajaccio (6-3), pensionnaire de l’élite. La Cuatro (Régionale 3), élimine Reims Métropole (12-6), pensionnaire de D2.

### 16esde finale
Lors des 16es de finale qui se déroulent le samedi 17 février 2024, l'équipe de Régional 3, La Cuatro FC, devient le petit poucet en s’imposant chez le HFC Loudéacien (R1, 4-8). Clermont L’Ouverture (R2) et Orléans Futsal (D2) se qualifient eux face à des pensionnaires de D1, respectivement Béthune et Paris ACASA. L'ALF Futsal (R1) pousse l’UJS Toulouse (D1) aux tirs au but.

### Tableau à partir des8esde finale
|  | Huitièmes de finale      | Huitièmes de finale   |                         |   | Quarts de finale | Quarts de finale |  |  | Demi-finales | Demi-finales |  |  | Finale | Finale |
|  | Huitièmes de finale      | Huitièmes de finale   |                         |   | Quarts de finale | Quarts de finale |  |  | Demi-finales | Demi-finales |  |  | Finale | Finale |
|  |                          |                       |                         |   |                  |                  |  |  |              |              |  |  |        |        |
|  | 9 mars                   | 9 mars                |                         |   | 23 mars          | 23 mars          |  |  | 7 avril      | 7 avril      |  |  |        |        |
|  | 9 mars                   | 9 mars                |                         |   | 23 mars          | 23 mars          |  |  | 7 avril      | 7 avril      |  |  |        |        |
|  | Beuvrages Futsal (R2)    | 1                     |                         |   | 23 mars          | 23 mars          |  |  | 7 avril      | 7 avril      |  |  |        |        |
|  | Beuvrages Futsal (R2)    | 1                     |                         |   | 23 mars          | 23 mars          |  |  | 7 avril      | 7 avril      |  |  |        |        |
|  | Étoile lavalloise (D1)   | 16                    |                         |   | 23 mars          | 23 mars          |  |  | 7 avril      | 7 avril      |  |  |        |        |
|  | Étoile lavalloise (D1)   | 16                    | Étoile lavalloise (D1)  | 9 |                  |                  |  |  | 7 avril      | 7 avril      |  |  |        |        |
|  |                          |                       | Étoile lavalloise (D1)  | 9 |                  |                  |  |  | 7 avril      | 7 avril      |  |  |        |        |
|  | Toulon Élite Futsal (D1) | 0                     |                         |   |                  |                  |  |  | 7 avril      | 7 avril      |  |  |        |        |
|  | Toulon Élite Futsal (D1) | 0                     | Sportifs de Garges (R2) | 1 |                  |                  |  |  | 7 avril      | 7 avril      |  |  |        |        |
|  |                          |                       | Sportifs de Garges (R2) | 1 |                  |                  |  |  | 7 avril      | 7 avril      |  |  |        |        |
|  | Sporting Paris (D1)      | 11                    |                         |   |                  |                  |  |  | 7 avril      | 7 avril      |  |  |        |        |
|  | Sporting Paris (D1)      | 11                    | UJS Toulouse            | 3 |                  |                  |  |  |              |              |  |  |        |        |
|  |                          |                       | UJS Toulouse            | 3 |                  |                  |  |  |              |              |  |  |        |        |
|  | Kremlin-Bicêtre F.       | 7                     |                         |   |                  |                  |  |  |              |              |  |  |        |        |
|  | Kremlin-Bicêtre F.       | 7                     | Futsal Paulista (D2)    | 3 |                  |                  |  |  |              |              |  |  |        |        |
|  | 6 avril                  |                       | Futsal Paulista (D2)    | 3 |                  |                  |  |  |              |              |  |  |        |        |
|  | Orléans Futsal (D2)      | 5                     |                         |   |                  |                  |  |  |              |              |  |  |        |        |
|  | Orléans Futsal (D2)      | 5                     | L'Ouverture (R2)        | 1 |                  |                  |  |  |              |              |  |  |        |        |
|  |                          |                       | L'Ouverture (R2)        | 1 |                  |                  |  |  |              |              |  |  |        |        |
|  | UJS Toulouse (D1)        | 8                     |                         |   |                  |                  |  |  |              |              |  |  |        |        |
|  | UJS Toulouse (D1)        | 8                     | Clermont L’Ouv. (R2)    | 2 |                  |                  |  |  |              |              |  |  |        |        |
|  |                          |                       | Clermont L’Ouv. (R2)    | 2 |                  |                  |  |  |              |              |  |  |        |        |
|  | AF Vaulx-en-Velin (R1)   | 1                     |                         |   |                  |                  |  |  |              |              |  |  |        |        |
|  | AF Vaulx-en-Velin (R1)   | 1                     | Kremlin-Bicêtre F.      | 1 |                  |                  |  |  |              |              |  |  |        |        |
|  |                          |                       | Kremlin-Bicêtre F.      | 1 |                  |                  |  |  |              |              |  |  |        |        |
|  |                          | Étoile lavalloise MFC | 6                       |   |                  |                  |  |  |              |              |  |  |        |        |
|  | Cœur de Sambre (D2)      | Étoile lavalloise MFC | 6                       | 2 |                  |                  |  |  |              |              |  |  |        |        |
|  | Cœur de Sambre (D2)      |                       |                         | 2 |                  |                  |  |  |              |              |  |  |        |        |
|  | Toulon Élite Futsal (D1) | 6                     |                         |   |                  |                  |  |  |              |              |  |  |        |        |
|  | Toulon Élite Futsal (D1) | 6                     | Nantes MF (D1)          | 1 |                  |                  |  |  |              |              |  |  |        |        |
|  |                          |                       | Nantes MF (D1)          | 1 |                  |                  |  |  |              |              |  |  |        |        |
|  | Sporting Paris (D1)      | 0                     |                         |   |                  |                  |  |  |              |              |  |  |        |        |
|  | Sporting Paris (D1)      | 0                     | GOAL Futsal Club (D1)   | 0 |                  |                  |  |  |              |              |  |  |        |        |
|  |                          |                       | GOAL Futsal Club (D1)   | 0 |                  |                  |  |  |              |              |  |  |        |        |
|  | UJS Toulouse (D1)        | 1                     |                         |   |                  |                  |  |  |              |              |  |  |        |        |
|  | UJS Toulouse (D1)        | 1                     | Nantes MF               | 3 |                  |                  |  |  |              |              |  |  |        |        |
|  |                          |                       | Nantes MF               | 3 |                  |                  |  |  |              |              |  |  |        |        |
|  | Étoile lavalloise MFC    | 5                     |                         |   |                  |                  |  |  |              |              |  |  |        |        |
|  | Étoile lavalloise MFC    | 5                     | Nantes MF (D1)          | 6 |                  |                  |  |  |              |              |  |  |        |        |
|  |                          |                       | Nantes MF (D1)          | 6 |                  |                  |  |  |              |              |  |  |        |        |
|  | Montpellier MF (D2)      | 2                     |                         |   |                  |                  |  |  |              |              |  |  |        |        |
|  | Montpellier MF (D2)      | 2                     | Kremlin-Bicêtre F. (D1) | 4 |                  |                  |  |  |              |              |  |  |        |        |
|  |                          |                       | Kremlin-Bicêtre F. (D1) | 4 |                  |                  |  |  |              |              |  |  |        |        |
|  | Orléans Futsal (D2)      | 1                     |                         |   |                  |                  |  |  |              |              |  |  |        |        |
|  | Orléans Futsal (D2)      | 1                     | La Cuatro FC (R3)       | 3 |                  |                  |  |  |              |              |  |  |        |        |
|  |                          |                       | La Cuatro FC (R3)       | 3 |                  |                  |  |  |              |              |  |  |        |        |
|  | Kremlin-Bicêtre F. (D1)  | 6 ap                  |                         |   |                  |                  |  |  |              |              |  |  |        |        |

### 8esde finale
Les huitièmes de finale voient le petit poucet La Cuatro FC accrocher le Kremlin-Bicêtre Futsal (3-1 à la 22e min, 3-6 après prolongation). La formation de niveau régional Clermont L’Ouverture Futsal (R2) est le nouveau petit poucet.

### Quarts de finale
Sept clubs de D1 sont qualifiés pour les quarts de finale. Le tableau final est tiré au sort dès les quarts de finale, où les clubs connaissent déjà leurs adversaires possible jusqu'à la finale en cas de qualification.
Sur le terrain, la logique est respectée : L’Ouverture Clermont (Régional 2) est largement battu par l’UJS Toulouse (1-8), l’Étoile lavalloise étrille Toulon Élite (9-0), Nantes Métropole se qualifie face au Sporting Club de Paris sur la plus petite des marges (1-0) et Kremlin-Bicêtre fait respecter la hiérarchie contre Orléans futsal (D2, 4-1),.

### Demi-finales
Laval, également en tête du championnat, s’impose 3-5 sur le parquet du Nantes Métropole Futsal et se qualifie pour sa seconde finale consécutive.
Dans l'autre duel entre pensionnaires d’élite, le Kremlin-Bicêtre Futsal, déjà vainqueur de la compétition à trois reprises (2014, 2016 et 2018), s’impose chez l’UJS Toulouse (7-3).

### Finale
La finale de la Coupe Nationale Futsal - Trophée Michel-Muffat-Joly se tient au Grand Palais des Sports de Toulouse, le samedi 18 mai avec, en lever de rideau, la finale du nouveau Challenge National U18 Futsal.
| Titulaires :          |                         |  |
|                       |                         |  |
| 6                     | Amar Bessa              |  |
| 8                     | Ayoub Saadaoui          |  |
| 9                     | Boulaye Ba              |  |
| 20                    | Thiago Soares           |  |
| 21                    | Inza Koné               |  |
|                       |                         |  |
| Remplaçants :         |                         |  |
| 5                     | Louis Alexandre Pezeron |  |
| 10                    | Mathieu Hammad          |  |
| 12                    | Mostafa Mohammed        |  |
| 14                    | Yassine Clement         |  |
| 17                    | Ronny Zakehi            |  |
| 19                    | Cedric Late Lawson      |  |
| 22                    | Salah Galmim            |  |
|                       |                         |  |
| Entraîneur :          |                         |  |
| Miguel Angel Martinez |                         |  |

| Titulaires :           |                     |  |
|                        |                     |  |
| 1                      | Louis Marquet       |  |
| 5                      | Bilal Bakkali       |  |
| 7                      | Ouassini Guirio     |  |
| 18                     | Soufiane El Mesrar  |  |
| 19                     | Abdessamad Mohammed |  |
|                        |                     |  |
| Remplaçants :          |                     |  |
| 3                      | Samir Brioua        |  |
| 6                      | Milo Morice         |  |
| 9                      | Anas Bakkali        |  |
| 10                     | Diego Napoles       |  |
| 12                     | Jules Amiard        |  |
| 17                     | Souheil Mouhoudine  |  |
| 22                     | Nelson Lutin        |  |
|                        |                     |  |
| Entraîneur :           |                     |  |
| Manuel « Manolo » Moya |                     |  |

| Titulaires :          |                         |  |
|                       |                         |  |
| 6                     | Amar Bessa              |  |
| 8                     | Ayoub Saadaoui          |  |
| 9                     | Boulaye Ba              |  |
| 20                    | Thiago Soares           |  |
| 21                    | Inza Koné               |  |
|                       |                         |  |
| Remplaçants :         |                         |  |
| 5                     | Louis Alexandre Pezeron |  |
| 10                    | Mathieu Hammad          |  |
| 12                    | Mostafa Mohammed        |  |
| 14                    | Yassine Clement         |  |
| 17                    | Ronny Zakehi            |  |
| 19                    | Cedric Late Lawson      |  |
| 22                    | Salah Galmim            |  |
|                       |                         |  |
| Entraîneur :          |                         |  |
| Miguel Angel Martinez |                         |  |

| Titulaires :           |                     |  |
|                        |                     |  |
| 1                      | Louis Marquet       |  |
| 5                      | Bilal Bakkali       |  |
| 7                      | Ouassini Guirio     |  |
| 18                     | Soufiane El Mesrar  |  |
| 19                     | Abdessamad Mohammed |  |
|                        |                     |  |
| Remplaçants :          |                     |  |
| 3                      | Samir Brioua        |  |
| 6                      | Milo Morice         |  |
| 9                      | Anas Bakkali        |  |
| 10                     | Diego Napoles       |  |
| 12                     | Jules Amiard        |  |
| 17                     | Souheil Mouhoudine  |  |
| 22                     | Nelson Lutin        |  |
|                        |                     |  |
| Entraîneur :           |                     |  |
| Manuel « Manolo » Moya |                     |  |